# Atletica leggera ai Giochi della IX Olimpiade - Lancio del disco maschile
La competizione del lancio del disco maschile di atletica leggera ai Giochi della IX Olimpiade si tenne il giorno 1º agosto 1928 allo Stadio Olimpico di Amsterdam.

## L'eccellenza mondiale
| Campione olimpico 1924  | 46,15        | Clarence Houser | Presente |
| Primatista mondiale     | 48,20 (1926) | Clarence Houser | Presente |
| Migliore europeo        | 47,52 (1928) | Ernst Paulus    | Presente |
| Vincitore selezioni USA | 46,79        | Clarence Houser | Presente |

## Risultati

### Turno eliminatorio
Tutti gli iscritti hanno diritto a tre lanci. Poi si stila una classifica. I primi sei disputano la finale (tre ulteriori lanci).

I sei finalisti si portano dietro i risultati della qualificazione.
Al secondo turno Jim Corson lancia a 47,00, guadagnandosi l'accesso alla finale e ipotecando una medaglia. Clarence Houser esordisce con due nulli. Ma al terzo lancio di qualificazione spara una bordata a 47,32 m, che gli vale il nuovo record olimpico.
| Pos. | Atleta          | Nazione        | Misura | Piazz. |
| ---- | --------------- | -------------- | ------ | ------ |
| 1    | Antero Kivi     | Finlandia      | 45,79  | 3      |
| 2    | Johan Trandem   | Norvegia       | 43,97  | 8      |
| 3    | Fred Weicker    | Stati Uniti    | 43,81  | 9      |
| 4    | István Donogán  | Ungheria       | 41,78  | 17     |
| 5    | František Douda | Cecoslovacchia | 41,19  | 20     |
| 6    | Camillo Zemi    | Italia         | 39,95  | 23     |
| 7    | Gerrit Postma   | Paesi Bassi    | 35,94  | 31     |
| 8    | Fred Zinner     | Belgio         | 34,35  | 32     |

| Pos. | Atleta              | Nazione     | Misura | Piazz. |
| ---- | ------------------- | ----------- | ------ | ------ |
| 1    | James Corson        | Stati Uniti | 47,00  | 2      |
| 2    | Harald Stenerud     | Norvegia    | 44,82  | 4      |
| 3    | Gustav Kalkun       | Estonia     | 43,09  | 10     |
| 4    | Janis Jordans       | Lettonia    | 42,78  | 12     |
| 5    | Hermann Hänchen     | Germania    | 42,08  | 14     |
| 6    | Dimitrios Karabatis | Grecia      | 31,87  | 34     |

| Pos. | Atleta           | Nazione     | Misura | Piazz. |
| ---- | ---------------- | ----------- | ------ | ------ |
| 1    | John Anderson    | Stati Uniti | 44,25  | 5      |
| 2    | Eino Kenttä      | Finlandia   | 44,17  | 6      |
| 3    | Kittil Askilt    | Norvegia    | 42,57  | 13     |
| 4    | Arturo Conturbia | Svizzera    | 41,90  | 15     |
| 5    | Kálmán Egri      | Ungheria    | 41,89  | 16     |
| 6    | Gerrit Eijsker   | Paesi Bassi | 39,80  | 24     |
| 7    | Hans Hoffmeister | Germania    | 39,17  | 25     |
| 8    | Raoul Paoli      | Francia     | 36,82  | 29     |
| 9    | Yoshio Okita     | Giappone    | 36,38  | 30     |
| 10   | Jesús Aguirre    | Messico     | 33,21  | 33     |

| Pos. | Atleta               | Nazione     | Misura | Piazz. |
| ---- | -------------------- | ----------- | ------ | ------ |
| 1    | Bud Houser           | Stati Uniti | 47,32  | 1      |
| 2    | Ernst Paulus         | Germania    | 44,15  | 7      |
| 3    | Heikki Taskinen      | Finlandia   | 43,00  | 11     |
| 4    | Józef Baran-Bilewski | Polonia     | 41,77  | 18     |
| 5    | Albino Pighi         | Italia      | 41,42  | 19     |
| 6    | Kálmán Marvalits     | Ungheria    | 41,17  | 21     |
| 7    | Jules Noël           | Francia     | 40,23  | 22     |
| 8    | Héctor Benaprés      | Cile        | 38,18  | 26     |
| 9    | Ichiro Furuyama      | Giappone    | 37,89  | 27     |
| 10   | Ion David            | Romania     | 37,49  | 28     |

### Finale
Il capolista non si migliora nei tre lanci di finale. Al quarto turno Antero Kivi sale a 46,00 e al quinto lancio arriva a 47,23, a soli 9 cm dall'oro. Tenta il tutto per tutto all'ultimo lancio, ma il disco si spegne a 42 metri. Corson si migliora di 10 cm, ma non gli bastano per l'argento.
| Pos. | Atleta          | Età | Nazione     | Lanci qualificazione | Lanci qualificazione | Lanci qualificazione | Lanci Finale | Lanci Finale | Lanci Finale | Misura |
| Pos. | Atleta          | Età | Nazione     | 1°                   | 2°                   | 3°                   | 1°           | 2°           | 3°           | Misura |
| ---- | --------------- | --- | ----------- | -------------------- | -------------------- | -------------------- | ------------ | ------------ | ------------ | ------ |
| 1    | Bud Houser      | 27  | Stati Uniti | N                    | N                    | 47,32                | 45,00        | 46,50        | 43,00        | 47,32  |
| 2    | Antero Kivi     | 24  | Finlandia   | 45,30                | 45,00                | 45,79                | 46,00        | 47,23        | 42,00        | 47,23  |
| 3    | James Corson    | 22  | Stati Uniti | 44,50                | 47,00                | 45,00                | 45,40        | 46,50        | 47,10        | 47,10  |
| 4    | Harald Stenerud | 31  | Norvegia    | 43,00                | 44,82                | 43.00                | 43,50        | 42,00        | 45,80        | 45,80  |
| 5    | John Anderson   | 21  | Stati Uniti | 43,50                | 44,25                | 43,00                | 44,50        | 44,87        | 43,00        | 44,87  |
| 6    | Eino Kenttä     | 22  | Finlandia   | 44,17                | 42,00                | 43,80                | 40,50        | 41,10        | 42,00        | 44,17  |